# Gara Huy-Sud
Gara Huy-Sud este o fostă gară de pe linia 126 Statte–Ciney, situată în orașul belgian Huy. Gara se află pe malul drept al Meusei, imediat după ieșirea din tunelul Huy-Sud, care subtraversează culmea numită Mont Picard.
Deși circulația regulată pe linia 126 a trenurilor de călători a fost sistată pe 11 noiembrie 1962, iar pe secția Statte–Huy-Sud pe 29 septembrie 1963, un trafic feroviar de marfă redus ca intensitate subzistă și în prezent între Statte și Marchin, grație atelierelor de confecții metalice Tôleries Delloye-Matthieu, însă trenurile nu mai opresc în gară, a cărei clădire a primit altă destinație.